# Чира
Чира (исп. Río Chira) — река в Перу и Эквадоре. Длина — 315 км (196 км — Катамайо и 119 — Чира). Площадь водосборного бассейна — 19 095 км², из них 7162 км² в Эквадоре, а также 11 933 км² в Перу.

## Течение
Берёт начало в эквадорских Андах, в провинции Лоха, под названием Катамайо. Высота истока — 1780 м над уровнем моря. Течёт около 150 км на юго-запад, возле границы с Перу в неё впадает река Макара, после этого река называется Чира. Примерно 50 км течёт по границе между Перу и Эквадором преимущественно на юг, поворачивает на запад и впадает в Тихий океан севернее города Паита. Основными притоками являются Кирос, Макара и Аламор.
В 27 км к северо-востоку от города Сульяны расположено водохранилище Поэчос, которое было сделано для защиты от наводнений и для орошения прилегающих территорий. На нём разрешены плавание, рыбалка, водные лыжи и парусный спорт.
Существует серьёзная проблема с загрязнением реки, особенно вниз по течению от городов Сульяна и Пьюра.